# Cetra da tavolo
La cetra da tavolo (o anche semplicemente cetra; in tedesco Zither) è uno strumento musicale popolare, appartenente alla famiglia dei cordofoni, in uso in Germania meridionale, Slovenia, Tirolo e Paesi limitrofi.

## Descrizione
Le corde vengono tese al di sopra un risuonatore come avviene per il salterio ed il dulcimer di cui, secondo alcuni, è un parente affine.
Ne esistono due varianti:
- la austriaca detta Salzburg Zither,
- la tedesco-meridionale detta Mittenwald Zither,

in entrambi i casi si ha una cassa armonica piatta in cui viene creata un'apertura ellittica o circolare (rosone) e una tastiera. Vengono tese cinque corde sulla tastiera, e sulla cassa armonica, a seconda dei modelli, da 17 a 20 corde.

### Le corde
Le corde utilizzate (costruite in metallo, nylon o budello) sono di due tipi:
- do, sol e sopra il do centrale re, la, la,
- sol e sopra il do centrale sol re la.

L'accordatura avviene nelle maniere più disparate.

## Tecnica di uso

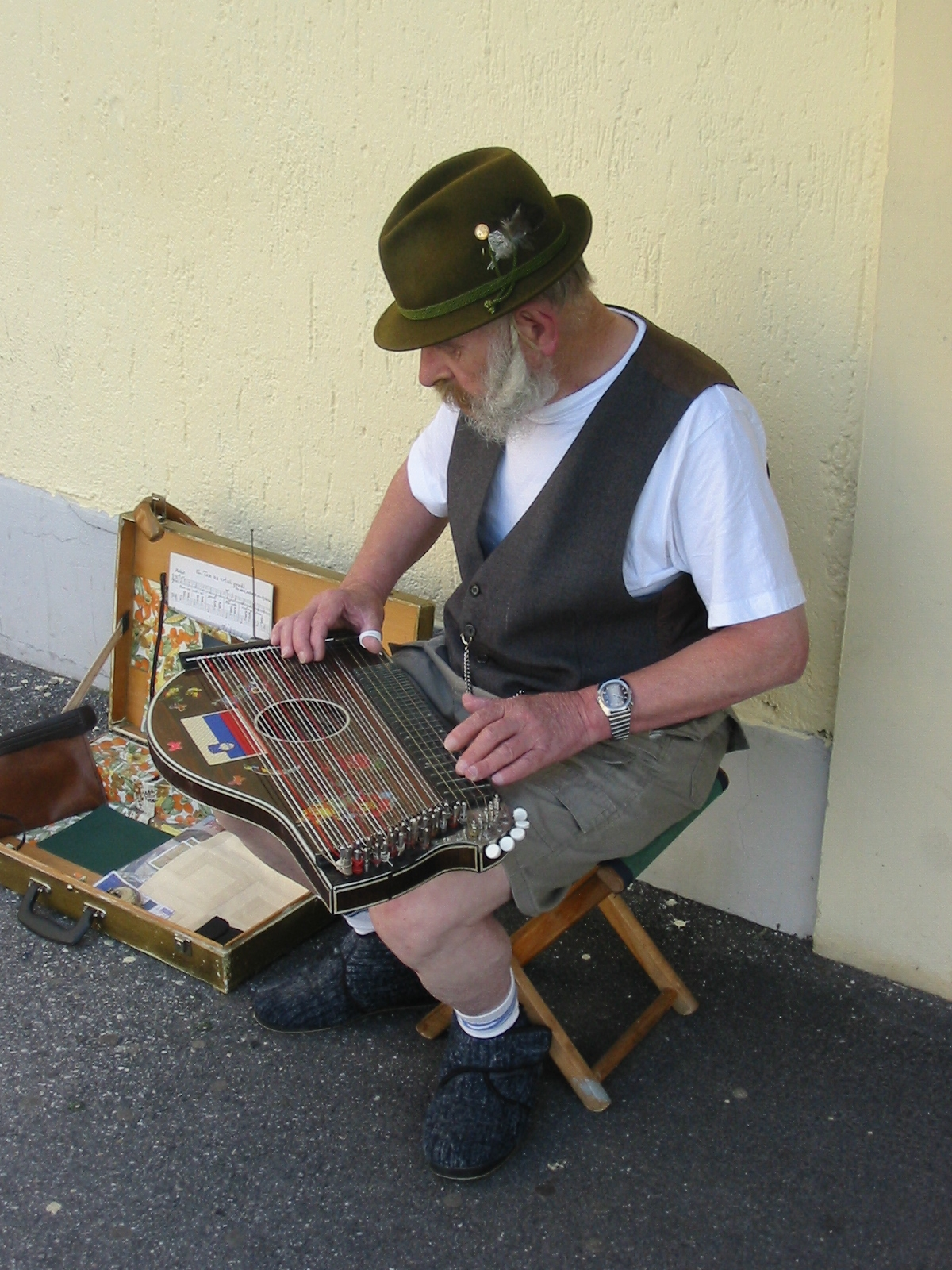
suonatore di zither

Con la mano sinistra si premono le cinque corde sui tasti, mentre con la mano destra, il pollice utilizza uno speciale plettro per suonare le corde della tastiera mentre le altre dita suonano le altre corde come accompagnamento.